# Možberk
Možberk (tudi Blatograd, nemško Moosburg) je občina v okraju Celovec-dežela na Južnem Koroškem. Leži severozahodno od deželnega glavnega mesta Celovec in severno od Vrbskega jezera. Območje Možberka je vse do  1. polovice 20. stoletja spadalo v slovenski jezikovni in kulturni krog in je bilo kot tako vključeno v cono B plebiscitnega ozemlja na Koroškem. V slovenski kulturni zgodovini je Možberk znan predvsem kot kraj, kjer je med letoma 1827 in 1844 deloval znameniti katoliški duhovnik, pesnik, jezikoslovec, etnograf in narodni buditelj Urban Jarnik.

## Geografija

### Zemljepisna lega
Možberk leži sredi tako imenovane Možberške kotline severno od Vrbskega jezera, ki je del večje Celovške kotline. Možberško območje leži med Osojskimi Turami na zahodu in Gosposvetskim poljem na vzhodu.
Srednjeveški župniji Možberk in Tigrče sta obsegali praktično vse ozemlje Možberške kotline, na severu in zahodu pa sta segali tudi preko nje.

### Naselja v občini
Občina Možberk je razdeljena na osem katastrskih občin: Možberk (Moosburg), Tigrče (Tigring), Žihpolje (Seigbichl), Tudrešiče (Tuderschitz), Sv. Peter pri Možberku  (St. Peter bei Moosburg), Borovčice pri Blatogradu (Bärndorf), Gradniče (Gradenegg) in Prekop (Kregabb).
Na območju občine se nahaja sledečih 35 naselij (v oklepajih število prebivalcev iz leta 2001):
| - Svamene gorice (Ameisbichl) (92) - Orliča vas (Arlsdorf) (38) - Borovčice pri Blatogradu (Bärndorf) (82) - Dole (Dellach) (17) - Baniče (Faning) (47) - Freudenberg (1) - Gabrielj (Gabriel) (54) - Goričica (Goritschitzen) (73) - Gradniče (Gradenegg) (118) - Hojovče (Hohenfeld) (150) - Knežiče (Knasweg) (123) - Krajnik (Krainig) (17) | - Prekop (Kreggab) (103) - Malija gora (Malleberg) (39) - Možberk oz. Blatograd (Moosburg) (1.209) - Nußberg (42) - Zgornje Gorje (Obergöriach) (40) - Polana (Polan) (17) - Prosinče (Prosintschach) (39) - Ratzenegg (174) - Vencinje (Rosenau )(70) - Šentpeter pri Možberku (St. Peter bei Moosburg) (432) - Žihpolje (Seigbichl) (261) - Semislavče (Simislau) (21) | - Gumno (Stallhofen) (218) - Tigrče (Tigring) (326) - Tudrešiče (Tuderschitz) (337) - Spodnje Gorje (Untergöriach) (70) - Pod Lipo (Unterlinden) (42) - Budanje (Vögelitz) (31) - Wielen (25) - Slovenji potok (Windischbach) (39) - Slovenji potok - okolica (Windischbach-Gegend) (4) - Vič (Witsch) (73) - Sovasja vas (Ziegelsdorf) (39) |

### Sosednje občine
| Trg      |            |         |
| Teholica |            | Celovec |
| Poreče   | Kriva Vrba | Celovec |

## Zgodovina
Območje okoli Možberka je bilo naseljeno že vsaj v rimski dobi, o čemer pričajo arheološke najdbe iz tistih časov. Po prihodu Slovanov v Vzhodne Alpe je bila ustanovljena samostojna kneževina Karantanija, kraji okoli Možberka pa so se nahajali v neposredni bližini njenega političnega središča, Krnskega gradu na Gosposvetskem polju. 
Po priključitvi Karantanije v frankovsko cesarstvo Karla Velikega je območje Možberka pridobivalo na pomenu v političnem življenju dežele. V utrdbi, ki se v pisnih virih navaja pod nazivom Mosapurch oziroma Blatograd, je sredi 9. stoletja odraščal bodoči vzhodnofrankovski kralj in cesar Svetega rimskega cesarstva, Arnulf Koroški. Po njegovem prevzemu oblasti je postal Možberk ena od uradnih cesarskih rezidenc (nemško Kaiserpfalz).
Kasneje je ozemlje okoli Možberka prešlo v last goriških grofov in Habsburžanov, tako da je bil Arnulfov grad prepuščen propadanju in postal popolnoma opuščen vsaj do 16. stoletja. Njegove razvaline je možno videti še danes, njegovo politično funkcijo pa je prevzel bližnji Grad Možberk.
Občina Možberk je bila ustanovljena leta 1850. Leta 1899 sta se od nje odcepili katastrski občini Sv. Peter in Tigrče ter skupaj ustanovili lastno občino. V avstrijski občinski reformi leta 1973 se je občina Tigrče ponovno priključila obnovljeni in povečani občini Možberk.

## Slovenska kulturna zgodovina
Možberk in okolica sta bila vse od časov Karantanije do sredine 19. stoletja poseljena z večinsko slovensko govorečim prebivalstvom. Območje je sicer več stoletij ležalo tik ob slovensko-nemški jezikovni meji, zato je bilo zelo kmalu podvrženo drugemu valu germanizacije, ki se je s podporo nemškega velekapitala začela izvajati v 2. polovici 19. stoletja. Kljub  organiziranemu ponemčevanju je Blatograjsko vse do konca 1. svetovne vojne ohranilo dovolj slovenskega elementa, da je spadalo med ozemeljske zahteve slovenske strani na Koroškem in bilo kot tako vključeno  v cono B plebiscitnega ozemlja.
V Možberku je med letoma 1827 in 1844, v zgodnjem obdobju slovenskega narodnega preporoda, deloval duhovnik, pisatelj, etnograf in jezikoslovec Urban Jarnik. Jarnik je vzdrževal živahne stike s slovenskimi avtorji in narodnimi buditelji na Kranjskem in
Štajerskem, tako tudi s Prešernom in Slomškom. Slomškova znamenita pridiga  Dolžnost svoj jezik spoštovati  o ljubezni do maternega jezika in slovenstva , ki jo je imel na Jarnikovo pobudo ravno v blatograjski župnijski cerkvi na binkoštni ponedeljek leta 1838, priča o slovenski jezikovni podobi Možberka in okolice v 1. polovici 19. stoletja.

## Prebivalstvo
Možberk je imel po popisu prebivalstva iz leta 2001 4.463 prebivalce, od tega je bilo 96,0 % avstrijskih,  1,4 % pa nemških državljanov.
81,3% prebivalstva občine se je izreklo za pripadnike katoliške veroizpovedi, 7,2 % pa se je prištevalo k evangeličanom. 8,2 % prebivalcev se ni izreklo za nobeno od uradnih veroizpovedi.

## Kultura in znamenitosti
- Grad Možberk
- Grad Tigrče
- Arnulfova utrdba (ruševine)
- Karolinški muzej
- Župnijska cerkev sv. Mihaela in sv. Jurija v Možberku
- Župnijska cerkev sv. Egidija v Tigrčah

### Arheološke najdbe
Območje med Možberkom in Tigrčami na severni strani Vrbskega jezera je bilo poseljeno že vsaj v rimskih časih. O tem pričajo številne izkopanine. Pri izkopavanjih na cerkvenem griču pri Tigrčah, kjer naj bi se nahajala rimska podeželska Villa rustica, so med drugim odkrili kipec grško-rimskega jezdeca in marmornato glavo rimskega cesarja. Tudi v Sv. Petru pri Možberku so bili odkriti ostanki antičnih zgradb iz marmorja.
Rimski nagrobni kamni so vgrajeni v zidove župnijske cerkve Sv. Mihaela in Sv. Jurija v Možberku, pa tudi v nekatere od okoliških podružničnih cerkva.

### Grb
Grb Možberka prikazuje, po uradnem blazonu: "na zlatem ščitu na zelenem hribu stoječo črno ruševino (v obliki Arnulfove trdnjave), pred katero stoji zelen hrast".
Grb in zastava sta bila občini dodeljena 17. aprila 1961. Zastava je rumeno-zelena, z vključenim grbom.